# Constantine Giannaris
Constantine Giannaris, o Constantinos Giannaris (in greco: Κωνσταντίνος Γιάνναρης; Atene, 1959), è un regista, sceneggiatore e attore greco.

## Filmografia
| Anno | Titolo                                   | Titolo originale                                | Lingua         | Paese              | Note                                                                        |
| ---- | ---------------------------------------- | ----------------------------------------------- | -------------- | ------------------ | --------------------------------------------------------------------------- |
| 1989 | Jean Genet Is Dead                       |                                                 | Inglese        | Regno Unito Grecia | regista; sceneggiatore; cortometraggio                                      |
| 1990 | Trojans                                  | Τρώες                                           | Inglese        | Regno Unito Grecia | regista; sceneggiatore; cortometraggio Premio Teddy Award Miglior Film 1990 |
| 1990 | Silences                                 |                                                 | Inglese        | Regno Unito Grecia | regista; sceneggiatore; cortometraggio                                      |
| 1991 | North of Vortex                          |                                                 | Inglese        | Regno Unito Grecia | regista                                                                     |
| 1991 | Caught Looking                           |                                                 | Inglese        | Regno Unito        | regista; cortometraggio Premio Teddy Award Miglior Film 1992                |
| 1994 | A Place in the Sun                       | Μια Θέση στον Ήλιο (Mia thesi ston ilio)        | Greca          | Regno Unito Grecia | regista; sceneggiatore                                                      |
| 1995 | 3 Steps to Heaven                        |                                                 | Inglese        | Regno Unito        | regista; sceneggiatore; attore; film TV                                     |
| 1998 | Città nuda                               | Από την άκρη της πόλης (Apo tin akri tis polis) | Greca/Russa    | Grecia             | regista; sceneggiatore; attore                                              |
| 2001 | Dekapentavgoustos                        | Δεκαπενταύγουστος                               | Greca          | Grecia             | regista; sceneggiatore                                                      |
| 2004 | Visions of Europe: episodio Room for All |                                                 |                | Germania           | regista; sceneggiatore; cortometraggio                                      |
| 2005 | Omiros                                   | Ομηρος                                          | Greca/Albanese | Grecia Turchia     | regista; sceneggiatore                                                      |
| 2009 | Gender Pop                               |                                                 | Greca          | Grecia             | regista; sceneggiatore; documentario                                        |
| 2011 | Anthropos sti thalassa                   | Άνθρωπος στη Θάλασσα                            | Greca          | Grecia             | regista; sceneggiatore                                                      |